# Késmárk
Késmárk (szlovákul Kežmarok, németül Käsmark, Käsemarkt  vö: "sajtvásár",  latinul Kesmarkium, lengyelül Kiezmark, szepességi szász nyelven Kejsenmark) város Szlovákiában. Az Eperjesi kerület Késmárki járásának székhelye.

## Fekvése
A Poprád folyó partján, Poprád városától 15 km-re északkeletre fekszik.

## Nevének eredete
Neve a német Käsemarkt (= sajtvásár) főnévből ered.

## Története
Területe már a késő kőkorszakban lakott volt, a várban a puhói kultúrához tartozó telep maradványait tárták fel.
Helyén egyesek szerint már 1190-ben apácakolostor állott, és eredetileg három település volt: a Poprád bal partján emelkedő dombon települt Szentmihály, amely valószínűleg királyi határőrfalu volt. A mai Szent Kereszt plébániatemplomnál állt Starý Trh szláv halászfalu, míg a Szent Erzsébet templom körüli harmadik falut – Kézsmárkot – a 13. században szászok lakták. A települést először 1251-ben említik, IV. Béla ekkor telepített ide német telepeseket. Városi jogot 1269-ben kapott, 1368-ban már városfalak védték. A város a 13.–14. században sorra kapta szabadalmait és kiváltságait. 1431-ben és 1441-ben a husziták dúlták fel, ekkor pusztultak el Szentmihály és Szenterzsébet települések.
1440-ben a Szapolyaiaké, majd 1583-tól a Thökölyeké lett és csak 1655-ben vált szabad királyi várossá. A 16. század közepén viszály dúlt Lőcse és Késmárk között az árumegállító jog miatt, amely több fegyveres összecsapáshoz vezetett. 1741-ben és 1787-ben tűzvész pusztította.
A 18. század végén Vályi András így ír róla (részletek): „KÉZSMÁRK. Szabad Királyi Város Szepes Várm. fekszik a’ híres Karpat hegyéhez mint egy órányira kies térségen, Lőtséhez két mértföldnyire, három kisded folyó vizeknek szomszédságjokban. Eredetét három faluktól vette; mellyek Szent Péter Pálnak, Szent Mihálynak, és Kézsmárknak neveznek. […] Lakosai leg inkább németek, ’s a’ külső Városban, és majorokban lakó emberek pedig tótok. Némellyek kereskedés, mások pedig kézi mesterségeknek folytatása által élnek, kik között nevezetesek a’ kék vásznat festők a’ kik kereskedéseiket jó haszonnal, és hírrel folytattyák, mások pedig borokkal, és vásznakkal is kereskednek. Számos Túdósoknak is szűletett helyek, a’ kik felől lásd P. Horányit In memoria Hung.”
Fényes Elek 1851-ben kiadott geográfiai szótárában így ír a városról (részletek): „Késmárk, kir. város, Szepes vmegyében, a Poprád vize partján, egy kellemes rónaságon, három gyalog órányi távolságra az óriási ős Kárpátok bérczeitől, saját postahivatallal, Pesthez 132 1/2 mfldnyi (szerk. légvonalban) távolságra. A városnak hosszú, tiszta és szép utczái vannak, a lerontott város kőfalai helyén szép veteményes és gyümölcsös kertek láthatók. […] A Poprád vize a Dunajecz folyóba, ez pedig a Visztulába folyván; ennél fogva a Poprád nagy fontosságu viz szabályozása végett több évek előtt egy királyi biztosság müködött. […]  1423. frigyet kötöttek itt Zsigmond magyar és Ulászló lengyel királyok. 1443 és 1464 a husziták feldulták. 1530. Zápolya János, később Laszky Hyeronym gazdag lengyel mágnás, majd Tököly magyar család birta. 1655-ben ujolag a királyi városok sorába vétetett. I. Ferdinand és Zápolya János közt háboru folyván, Lőcse és Késmárk is egymás ellen, valódi háborut folytattak, s köztök több véres ütközet történt. Oka e háborgásnak az vala, hogy mind a két város magának akará tulajdonitni azon jogot, hogy az idegen kereskedők portékái náluk rakassanak le először.”
A 19. században szövő- és posztógyárai, valamint lenfeldolgozója épült. A trianoni szerződésig Szepes vármegye Késmárki járásának székhelye volt.
1960-ig járási székhely, majd 1996-ban ezt a rangját újra visszakapta.

## Népessége
| Év:            | 1994.  | 2004.   | 2014.   | 2024.   |
| -------------- | ------ | ------- | ------- | ------- |
| Emberek száma: | 17 796 | 17 179  | 16 636  | 15 145  |
| Eltérés:       |        | -3,46 % | -3,16 % | -8,96 % |

| Év:            | 2023.  | 2024.   |
| -------------- | ------ | ------- |
| Emberek száma: | 15 238 | 15 145  |
| Eltérés:       |        | -0,61 % |

1910-ben 6317-en lakták, ebből 3242 német, 1606 szlovák és 1314 magyar anyanyelvű.
2011-ben 16 832 lakosából 14 261 szlovák és 23 magyar volt.

## Nevezetességei
- Az óváros északi részén áll a 15. századi vár, amely a huszita pusztítások után, a Szenterzsébeten állt korábbi kolostor felhasználásával épült. 1583-tól a Thökölyek birtoka. A várat 1570, 1620 és 1650 körül bővítették, 1577 és 1628 között pompás várkastéllyá alakították át. 1703-ban megvette a város. 1741-ben és 1787-ben a várossal együtt leégett, mely után épületeinek egy részét lebontották. A gótikus eredetű várkápolnában a Laszkiak és a Thökölyek sírjai láthatók.
- A város erődítéseiből mára semmi sem maradt, azokat a lakosság széthordta.
- A Szent kereszt felmagasztalása tiszteletére szentelt gótikus plébániatemploma 1444 és 1486 között épült a korábbi román stílusú kápolna helyén. A templomot egykor szintén fal övezte. 1533 és 1673 között az evangélikusoké volt. Harangtornya 1591-ben épült, egykor őrtornyul is szolgált. Művészi faragott szárnyas főoltára van.
- A városháza 1461-ben épült gótikus stílusban, 1515-ben tűzvész pusztította, 1543-ban megújították, 1642-ben tornyot építettek hozzá. 1779-ben leégett, ekkor rézzel fedték be és emeletet építették rá. 1922-ben második emelettel bővítették.
- Pálos temploma 1748-ban épült.
- Evangélikus gimnáziuma 1776-ban épült, 1852-ig líceumként működött.
- Evangélikus fatemploma 1687 és 1717 között épült fából, vasszögek felhasználása nélkül. A vármegye egyik artikuláris temploma volt. Az 1500 személy befogadására alkalmas építmény belső tere fafaragványokkal gazdagon díszített. Orgonáját 1720-ban készítették.

- Evangélikus líceuma 1775-ben épült.
- Új evangélikus temploma 1898-ban épült Theophil Hansen bécsi építész tervei szerint neobizánci stílusban.

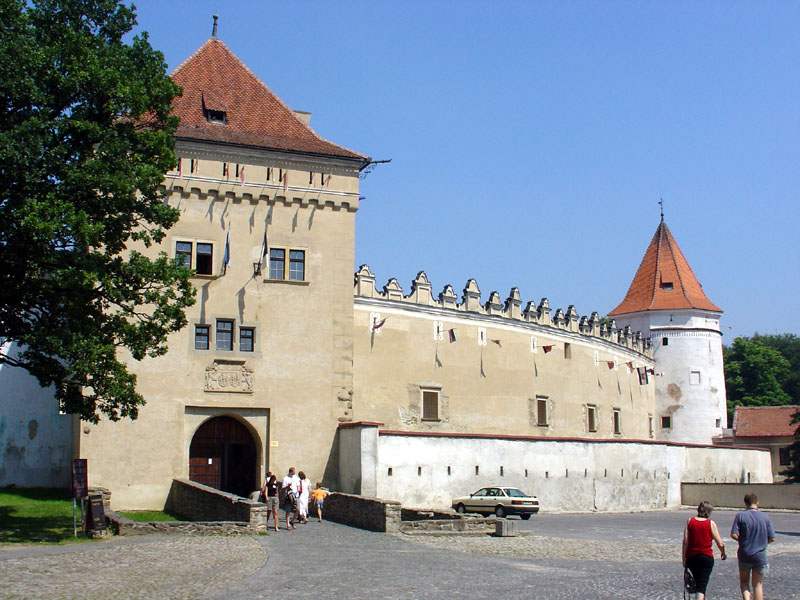
A vár kapuja
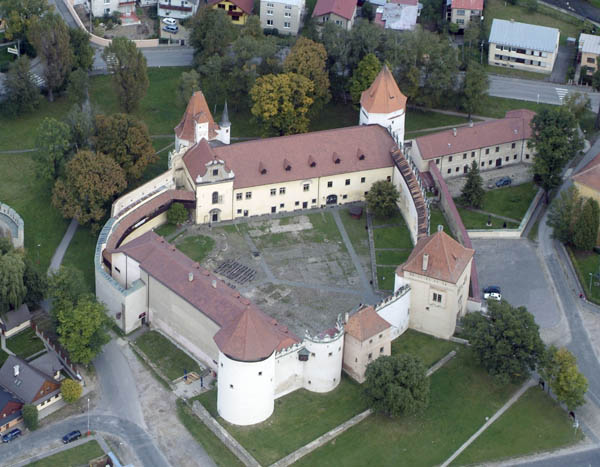
A vár madártávlatból
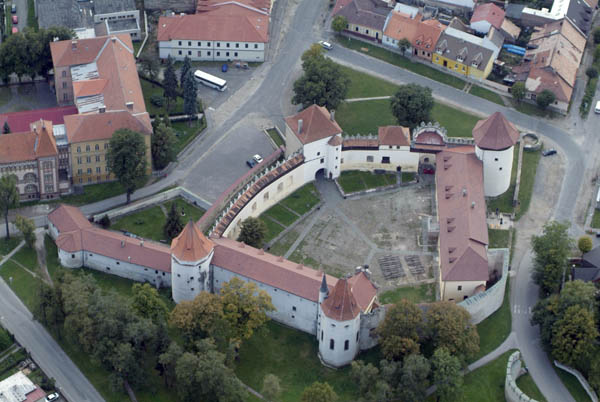
A vár madártávlatból
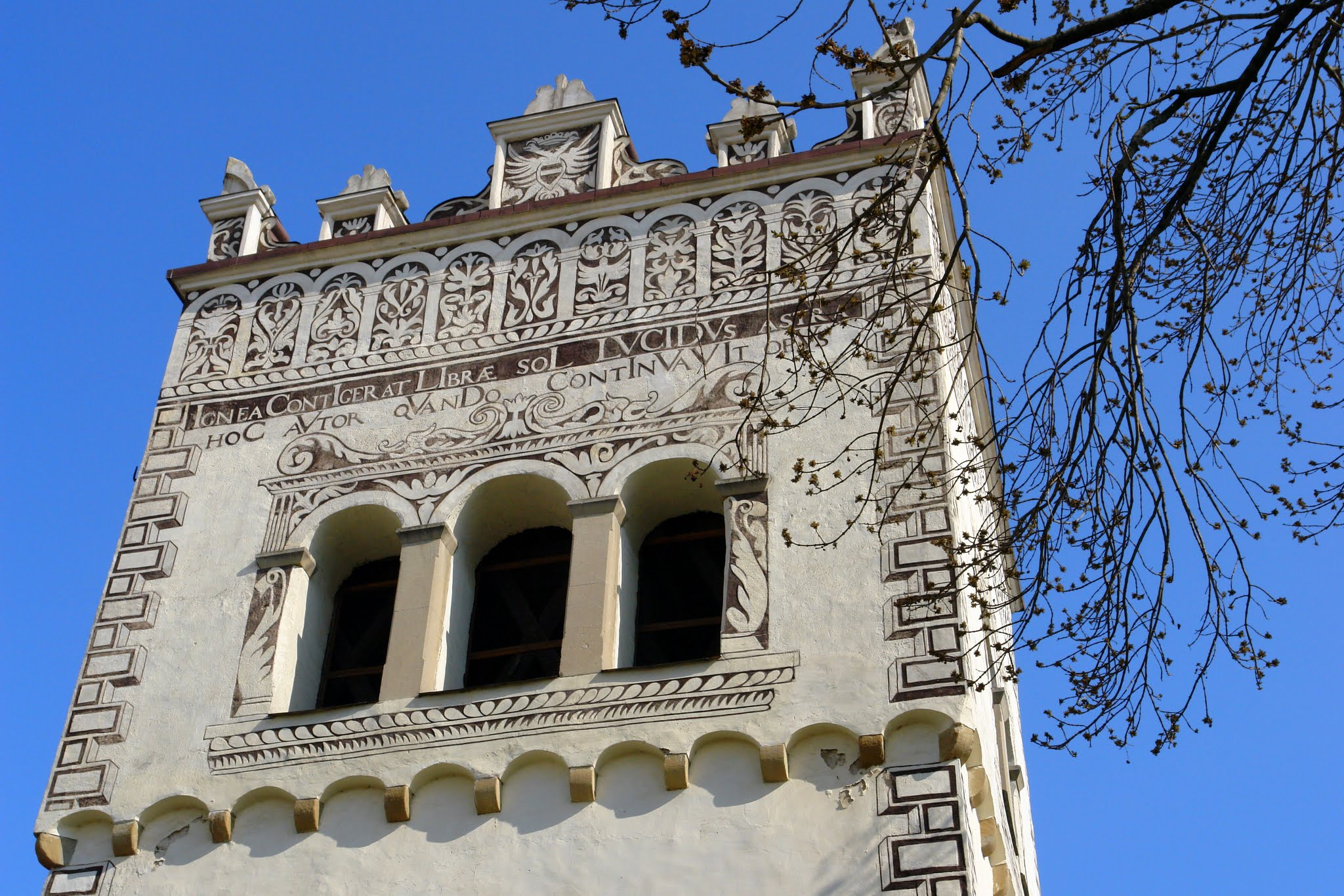
A plébániatemplom harangtornya, 1591
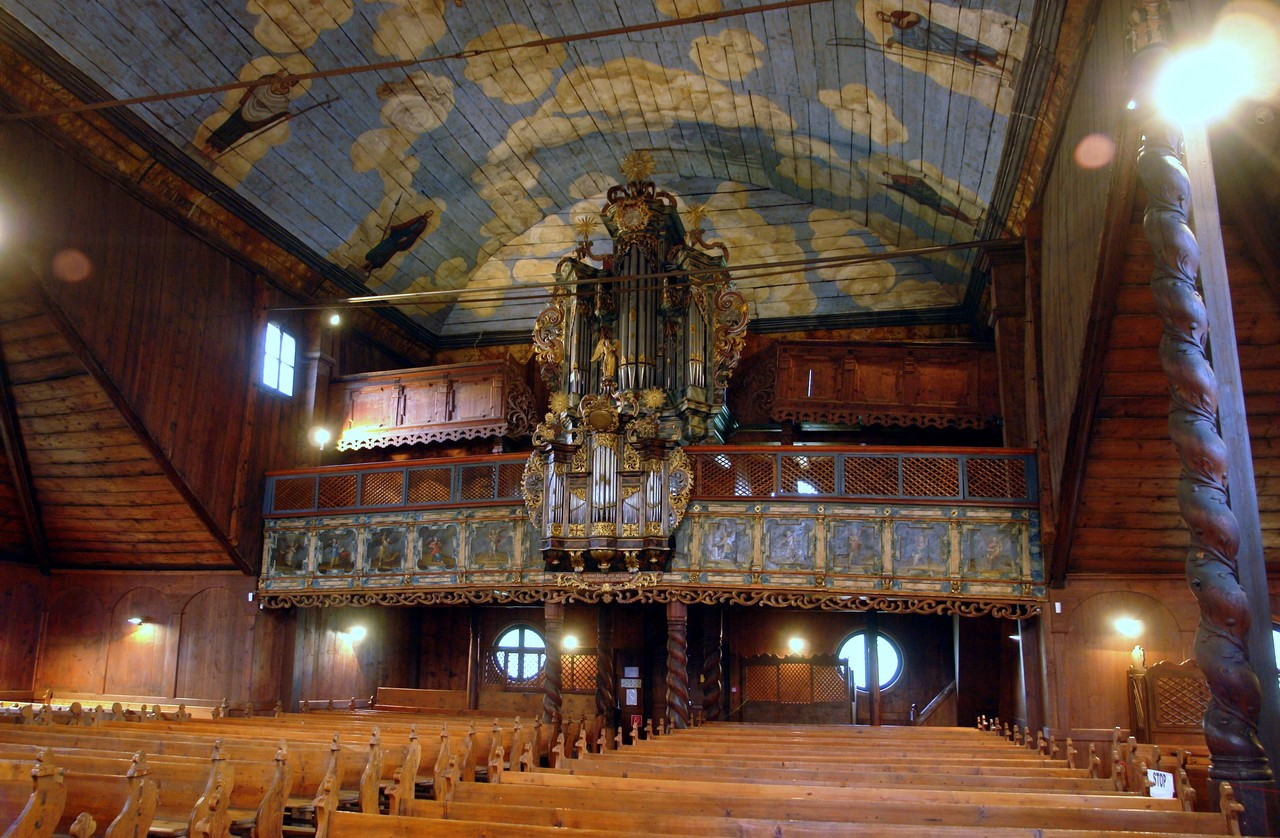
Az evangélikus fatemplom
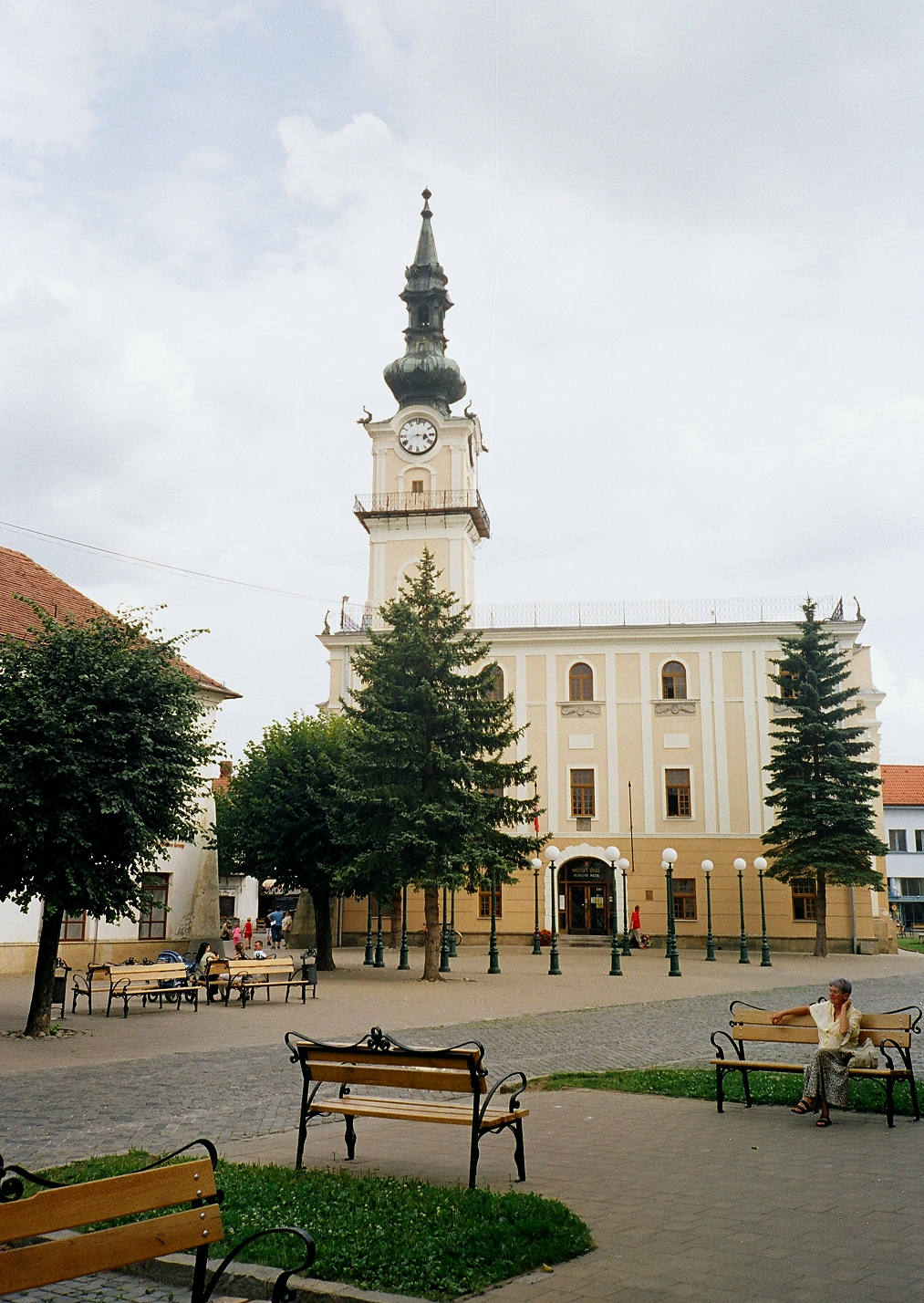
A városháza
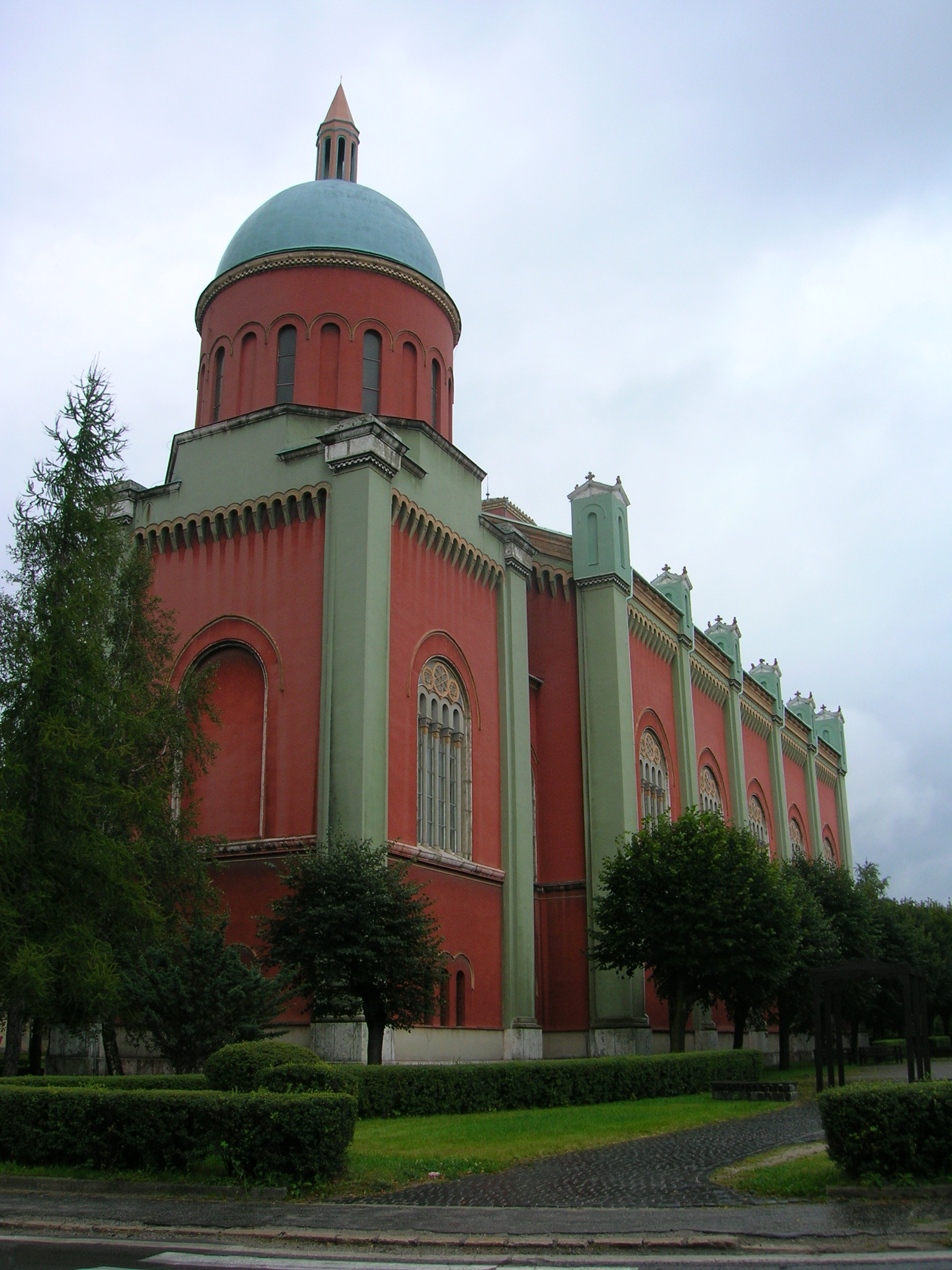
Az új evangélikus templom

## Híres emberek
- Itt született Frölich Dávid (1595., Késmárk – 1648. április 24., Lőcse) geográfus, kalendáriumkészítő, csillagász és matematikus, sőt jelentős fizikai ismeretekkel is rendelkezett.

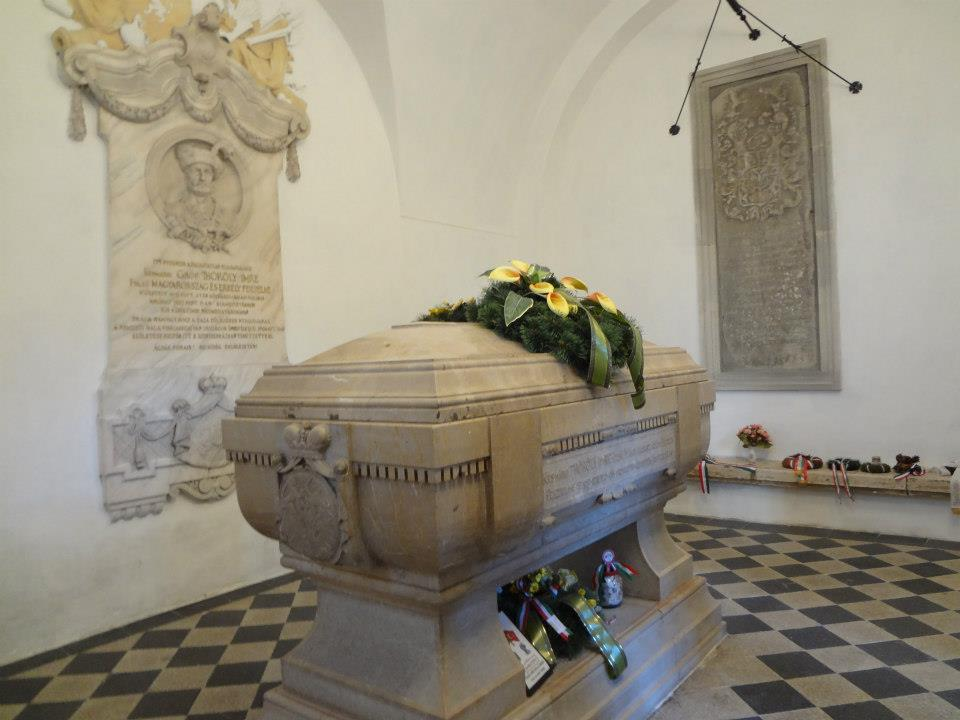
Thököly Imre síremléke Késmárkon

- Itt született 1657. szeptember 25-én, és 1906-ban itt, az új evangélikus templomhoz épített mauzóleumban temették el a Nikomédiából hazahozott Thököly Imre felső-magyarországi és erdélyi fejedelmet.[6] A sírboltban látható eredeti sírköve, palástja és zászlói.

- Itt született ifjabb Buchholtz György (1688. szeptember 3. – 1737. augusztus 3.) tanár, természettudós, evangélikus lelkész. Teológiát és más tudományokat külföldön tanult, többek között Gdańskban (1708). Először a Liptó vármegyei Kispalugyán oktatott 1714 és 1723 között. Itt fedezte fel a Deményfalvi-barlangot.
- Itt született Buchholtz Jakab szűcsmester (1696. december 29. – 1758. május 14.), a Tátra és környékének elhivatott kutatója.
- Itt született 1705. október 29-én Perliczi János Dániel orvos, polihisztor.
- Itt született 1735. február 5-én Kray Pál császári tábornagy.
- Itt született Mauksch Tamás (1749. december 20. – 1832. február 10.) természetkutató, az egyik első tátrai kutató, tanár, evangélikus lelkész, kereskedő.
- Itt született Genersich Keresztély (1759. január 3., 4. vagy 8. – 1825. április 30.) mineralógus, történész, teológus, a késmárki Líceum tanára (1786–1795), 1789-től evangélikus másodlelkész Késmárkon.
- Itt született 1759. március 1-jén Schwartner Márton statisztikus, egyetemi tanár.
- Itt született 1761. augusztus 15-én Genersich János történetíró.
- Itt született Genersich Sámuel (1768. február 15., Késmárk – 1844. szeptember 2., Lőcse), Genersich Keresztély és Genersich János öccse, orvos, botanikus.
- Itt született Nendtvich Tamás (1782 – 1858. augusztus 3., Pécs) gyógyszerész, botanikus, entomológus, Nendtvich Károly apja.
- Itt született Kéry Imre (1798–1887) orvos, Arad vármegye főorvosa, az MTA tagja.
- Itt született Hazslinszky Frigyes Ákos (1818. január 6. – 1896.) botanikus, mikológus, az MTA tagja.
- Itt született 1825. február 21-én Görgey István honvéd százados, történetíró.
- Itt született 1841. augusztus 3-án Róth Márton tanár, a Magyarországi Kárpát-egyesület vezetőségi tagja és Évkönyveinek szerkesztője, a poprádi Tátra Múzeum munkatársa.
- Itt született 1845-ben Flittner Frigyes jogász.
- Itt született 1847. október 26-án Hensch Árpád akadémiai tanár, igazgató.
- Itt született 1857. május 31-én Alexander Béla röntgenológus.
- Itt született 1881. május 13-án Lám Frigyes irodalmár, költő.
- Itt született 1884. december 23-án Fábry Viktor író, szerkesztő, evangélikus lelkész.
- Itt született 1888. augusztus 18-án Weber Arthur irodalomtörténész.
- Itt született 1893. szeptember 3-án Schulek Elemér Kossuth-díjas kémikus, az MTA tagja.
- Itt született 1900. november 1-jén Bruckner Győző Kossuth-díjas kémikus, az MTA tagja.
- Itt született 1906-ban Bethlenfalvy József építész, hegymászó és a Tátra fényképésze.
- Itt született 1908. szeptember 26-án Simoncsics József filmgyári díszlettervező.
- Itt született 1934. szeptember 4-én Juraj Herz filmrendező.
- Itt tanult Konstantin Marinković (1784-1844) görögkeleti vallású lelkész és hittanár.
- Itt tanult Bodorovszky Sámuel, a szlovák kultúra terjesztője.
- Itt tanított Bruckner Károly (1863-1945) tanár, a késmárki líceum igazgatója.
- Itt tanított Kozlay Kálmán (1890-1965) evangélikus lelkész, gimnáziumi tanár, fényképész.

## Testvérváros
- Hajdúszoboszló